# Neil Walker
Neil Scott Walker (Verona (Wisconsin), 25 de junho de 1976) é um nadador norte-americano.
Nos Jogos Olímpicos de Sydney 2000, ganhou a medalha de ouro no 4x100m medley, a prata no 4x100m livres, ficou em 5º nos 100m livres e em 6º nos 100m costas. Em Atenas 2004, foi ouro nos 4x100m medley e bronze nos 4x100m livres.
Em piscina curta, foi recordista mundial dos 50 metros costas entre 1999 e 2000, e entre 2000 e 2002; dos 100 metros costas entre 2000 e 2002; e dos 100 metros medley entre 2000 e 2001.
Se aposentou em 2008.